# Strophitus undulatus
Strophitus undulatus är en musselart som först beskrevs av Thomas Say 1817.  Strophitus undulatus ingår i släktet Strophitus och familjen målarmusslor.

## Underarter
Arten delas in i följande underarter:
- S. u. undulatus
- S. u. tennesseensis